# Premiul Booker
Premiul Man Booker, cunoscut și ca Booker Prize, este un premiu literar ce se acordă în fiecare an celei mai bune opere scrise în limba engleză, de către un cetățean din lumea anglofonă, respectiv din țările membre ale Commonwealth-ului și Republica Irlanda.

## Câștigătorii Premiului Booker
| An   | Autor                             | Țara                               | Titlul original                                                                |
| ---- | --------------------------------- | ---------------------------------- | ------------------------------------------------------------------------------ |
| 1969 | P H Newby                         | Regatul Unit                       | Something to Answer For                                                        |
| 1970 | Bernice Rubens                    | Regatul Unit                       | The Elected Member                                                             |
| 1971 | V. S. Naipaul                     | Trinidad-Tobago/ Regatul Unit      | In a Free State                                                                |
| 1972 | John Berger                       | Regatul Unit                       | G.                                                                             |
| 1973 | J G Farrell                       | Regatul Unit                       | The Siege of Krishnapur                                                        |
| 1974 | Nadine Gordimer                   | Africa de Sud                      | The Conservationist                                                            |
| 1974 | Stanley Middleton                 | Regatul Unit                       | ,,Holiday”                                                                     |
| 1975 | Ruth Prawer Jhabvala              | Regatul Unit/ Germania             | Heat and Dust                                                                  |
| 1976 | David Storey                      | Regatul Unit                       | Saville                                                                        |
| 1977 | Paul Scott                        | Regatul Unit                       | Staying On                                                                     |
| 1978 | Iris Murdoch                      | Irlanda/ Regatul Unit              | The Sea, the Sea                                                               |
| 1979 | Penelope Fitzgerald               | Regatul Unit                       | Offshore                                                                       |
| 1980 | William Golding                   | Regatul Unit                       | Rites of Passage                                                               |
| 1981 | Salman Rushdie                    | Regatul Unit/ India                | Midnight's Children                                                            |
| 1982 | Thomas Keneally                   | Australia                          | Schindler's Ark                                                                |
| 1983 | J. M. Coetzee                     | Africa de Sud / Australia          | Life & Times of Michael K                                                      |
| 1984 | Anita Brookner                    | Regatul Unit                       | Hotel du Lac                                                                   |
| 1985 | Keri Hulme                        | Noua Zeelandă                      | the bone people                                                                |
| 1986 | Kingsley Amis                     | Regatul Unit                       | The Old Devils                                                                 |
| 1987 | Penelope Lively                   | Regatul Unit                       | Moon Tiger                                                                     |
| 1988 | Peter Carey                       | Australia                          | Oscar and Lucinda                                                              |
| 1989 | Kazuo Ishiguro                    | Regatul Unit/ Japonia              | The Remains of the Day                                                         |
| 1990 | A. S. Byatt                       | Regatul Unit                       | Possession: A Romance                                                          |
| 1991 | Ben Okri                          | Nigeria                            | The Famished Road                                                              |
| 1992 | Michael Ondaatje                  | Sri Lanka/ Canada                  | The English Patient                                                            |
| 1992 | Barry Unsworth                    | Regatul Unit                       | ,,Sacred Hunger”                                                               |
| 1993 | Roddy Doyle                       | Irlanda                            | Paddy Clarke Ha Ha Ha                                                          |
| 1994 | James Kelman                      | Regatul Unit                       | How Late It Was, How Late                                                      |
| 1995 | Pat Barker                        | Regatul Unit                       | The Ghost Road                                                                 |
| 1996 | Graham Swift                      | Regatul Unit                       | Last Orders                                                                    |
| 1997 | Arundhati Roy                     | India                              | The God of Small Things                                                        |
| 1998 | Ian McEwan                        | Regatul Unit                       | Amsterdam                                                                      |
| 1999 | J. M. Coetzee                     | Africa de Sud/ Australia           | Disgrace                                                                       |
| 2000 | Margaret Atwood                   | Canada                             | The Blind Assassin                                                             |
| 2001 | Peter Carey                       | Australia                          | True History of the Kelly Gang                                                 |
| 2002 | Yann Martel                       | Canada                             | Life of Pi                                                                     |
| 2003 | DBC Pierre                        | Australia/ Mexic                   | Vernon God Little                                                              |
| 2004 | Alan Hollinghurst                 | Regatul Unit                       | The Line of Beauty                                                             |
| 2005 | John Banville                     | Irlanda                            | The Sea                                                                        |
| 2006 | Kiran Desai                       | India                              | The Inheritance of Loss                                                        |
| 2007 | Anne Enright                      | Irlanda                            | The Gathering                                                                  |
| 2008 | Aravind Adiga                     | India                              | The White Tiger                                                                |
| 2009 | Hilary Mantel                     | Regatul Unit                       | Wolf Hall                                                                      |
| 2010 | Howard Jacobson                   | Regatul Unit                       | The Finkler Question                                                           |
| 2011 | Julian Barnes                     | Regatul Unit                       | The Sense of an Ending                                                         |
| 2012 | Hilary Mantel                     | Regatul Unit                       | Bring up the Bodies                                                            |
| 2013 | Eleanor Catton                    | Noua Zeelandă                      | The Luminaries Arhivat în 16 septembrie 2021, la Wayback Machine.              |
| 2014 | Richard Flanagan                  | Australia                          | The Narrow Road to the Deep North                                              |
| 2015 | Marlon James                      | Jamaica                            | A Brief History of Seven Killings Arhivat în 6 iulie 2017, la Wayback Machine. |
| 2016 | Paul Beatty                       | Statele Unite ale Americii         | The Sellout[nefuncțională – arhivă]                                            |
| 2017 | George Saunders                   | Statele Unite ale Americii         | Lincoln in the Bardo                                                           |
| 2018 | Anna Burns                        | Regatul Unit                       | Milkman                                                                        |
| 2019 | Margaret Atwood                   | Canada                             | The Testament                                                                  |
| 2019 | Bernardine Evaristo               | Regatul Unit                       | ,,Girl, Woman, Other”                                                          |
| 2020 | Douglas Stuart                    | Scoția/ Statele Unite ale Americii | Shuggie Bain                                                                   |
| 2021 | Damon Galgut                      | Africa de Sud                      | The Promise                                                                    |
| 2022 | Shehan Karunatilaka               | Sri Lanka                          | ,,The Seven Moons of Maali Almeida’’                                           |
| 2023 | Se va anunța pe 26 noiembrie 2023 |                                    |                                                                                |